# Liste der Kulturdenkmale in Neudorf-Bornstein
In der Liste der Kulturdenkmale in Neudorf-Bornstein sind alle Kulturdenkmale der schleswig-holsteinischen Gemeinde Neudorf-Bornstein (Kreis Rendsburg-Eckernförde) und ihrer Ortsteile aufgelistet (Stand: 14. April 2025).
Die Bodendenkmale sind in der Liste der Bodendenkmale in Neudorf-Bornstein aufgeführt.

## Legende
In den Spalten befinden sich folgende Informationen:
- Objekt-ID: die Nummer des Kulturdenkmales
- Lage: die Adresse des Kulturdenkmales und die geographischen Koordinaten. Kartenansicht, um Koordinaten zu setzen. In der Kartenansicht sind Kulturdenkmale ohne Koordinaten mit einem roten Marker dargestellt und können in der Karte gesetzt werden. Kulturdenkmale ohne Bild sind mit einem blauen Marker gekennzeichnet, Kulturdenkmale mit Bild mit einem grünen Marker.
- Offizielle Bezeichnung: Bezeichnung des Kulturdenkmales
- Beschreibung: die Beschreibung des Kulturdenkmales
- Bild: ein Bild des Kulturdenkmales

## Bauliche Anlagen
| Objekt-ID | Lage                                               | Offizielle Bezeichnung       | Beschreibung | Bild |
| --------- | -------------------------------------------------- | ---------------------------- | --- | ---- |
| 7402      | Bornsteiner Straße 8 (54° 25′ 3″ N, 9° 55′ 53″ O)  | Wohn- und Wirtschaftsgebäude | Wohn- und Wirtschaftsgebäude; 1873; eingeschossiger Backsteinbau mit reetgedecktem Satteldach und jüngerer, querliegender Erweiterung, mit Hofpflaster, Zufahrtsallee und Zufahrtstor - Begründung: geschichtlich, Kulturlandschaft prägend - Schutzumfang: Wohn- und Wirtschaftsgebäude, Zufahrtsallee, Zufahrtstor, Hofpflaster - Denkmaltyp: Bauliche Anlage | BW   |
| 2678      | Bornsteiner Straße 41 (54° 25′ 17″ N, 9° 54′ 9″ O) | Kate                         | Wohn- und Wirtschaftsgebäude; Mitte 18. Jh.; Zweiständerkate mit massiven Außenmauern, querliegender Stallanbau von 1936, reetgedeckte Walmdächer - Begründung: geschichtlich, Kulturlandschaft prägend - Schutzumfang: gesamtes Objekt - Denkmaltyp: Bauliche Anlage                                                                                           | BW   |

## Quelle
- Liste der Kulturdenkmale in Schleswig-Holstein – Kreis Rendsburg-Eckernförde

- Karte mit allen Koordinaten:
- OSM |
- WikiMap